# Modelo de capitalismo do Leste Asiático
O modelo do Leste Asiático (por vezes conhecido como capitalismo patrocinado pelo Estado) é um sistema econômico onde o governo investe em certos setores da economia para estimular o crescimento de novas indústrias no setor privado. Geralmente, o termo é usado para se referir ao modelo de desenvolvimento adotado nas economias dos países do Leste Asiático, como Hong Kong, Macau, Japão, Coréia do Sul e Taiwan. Também tem sido usado para classificar o sistema econômico contemporâneo na China continental desde as reformas econômicas de Deng Xiaoping durante o final da década de 1970.
A principal abordagem compartilhada das economias do Leste Asiático é o papel do governo. Os governos do Leste Asiático têm reconhecido as limitações dos mercados na alocação de recursos escassos na economia, e portanto, os governos usaram intervenções para promover o desenvolvimento econômico. Os principais aspectos do modelo do Leste Asiático incluem controle estatal das finanças, apoio direto para empresas estatais em setores estratégicos da economia ou a criação de campeãs nacionais de propriedade privada, alta dependência do mercado de exportação para crescimento e uma alta taxa de poupança.
Embora exista um único termo que é usado para descrever o capitalismo dos países do Leste Asiático, não existe uma abordagem única para a economia dos países asiáticos e varia amplamente na estrutura econômica, bem como nas experiências de desenvolvimento entre as economias do Leste Asiático, principalmente entre os países do Sudeste Asiático (por exemplo, a Malásia, Indonésia e Tailândia confiaram muito mais no investimento estrangeiro direto do que Taiwan ou Singapura).
Este sistema econômico é diferente de uma economia planejada, na qual o governo nacional mobilizaria seus próprios recursos para criar as indústrias necessárias, as quais acabariam por ser controladas diretamente pelo Estado. O modelo de capitalismo do Leste Asiático refere-se à alta taxa de poupança e investimentos, altos padrões educacionais, assiduidade e política voltada para a exportação.

## Sucesso do modelo
Os países do Leste Asiático viram um rápido crescimento econômico a partir do fim da Segunda Guerra Mundial até a crise financeira do Leste Asiático em 1997. Por exemplo, o crescimento médio anual percentual aumentou entre 1970-96 na China, Hong Kong, Taiwan, Coreia do Sul e Singapura. Nesse período, a taxa de desenvolvimento dos países do Leste Asiático cresceu três vezes mais do que a taxa de crescimento da economia mundial. Conseqüentemente, esses países atraíram a maior parte dos fluxos de capital estrangeiro e privado para esses países. Durante este período, os países do Leste Asiático também alcançaram reduções dramáticas na pobreza; o maior exemplo é a Indonésia, onde a porcentagem de pessoas vivendo abaixo da linha oficial de pobreza caiu de 60% para 12% entre 1970 e 1996. Além disso, a população da Indonésia aumentou de 117 para 200 milhões. O crescimento dos salários reais entre 1980 e 1992 também teve números altos, com os salários médios nos países asiáticos recém-industrializados aumentando a uma taxa de 5% ao ano, enquanto ao mesmo tempo a taxa de emprego na indústria aumentou 6% ao ano. Em conclusão, o período de crescimento nos países do Leste Asiático viu uma grande melhoria nos padrões gerais de vida.

## Causas do crescimento do PIB
Por trás desse sucesso está, como mencionado, uma economia voltada para a exportação, que trouxe altos investimentos estrangeiros diretos e maiores desenvolvimentos tecnológicos que causaram um crescimento significativo do PIB. Grandes empresas como LG, Hyundai, Samsung etc. tiveram sucesso devido ao enorme apoio do governo e intervenção governamental no setor bancário para financiamento e fornecimento de crédito às grandes empresas. Os governos desses países foram cruciais no controle sindical, na provisão, na justiça e também no fornecimento de toda a infraestrutura (estradas, eletricidade, sistema de educação pública, etc.). Tudo isso apenas tornou esses países mais atraentes para investidores estrangeiros. Junto com investidores, os países asiáticos obtiveram ajuda estrangeira do Ocidente (especialmente dos Estados Unidos para desencorajar o comunismo como parte da política de contenção da Guerra Fria) e obter melhor acesso aos mercados ocidentais.

## Exemplos do milagre asiático
- Japão: O modelo de capitalismo do Leste Asiático foi usado pela primeira vez no Japão após a Segunda Guerra Mundial em 1950. Após a guerra e a ocupação americana, o Japão passou a ser considerado um país em desenvolvimento (por exemplo, em 1952, o Japão tinha um valor total de exportação inferior ao da Índia). O principal desenvolvimento foi entre 1950 e 1980. O Japão levou cerca de 25 anos, um país não competitivo (na produção de aço), para superar a Alemanha na produção de automóveis (a Alemanha era naquela época o maior exportador de automóveis do mundo. 5 anos mais tarde, o Japão produzia mais automóveis do que os Estados Unidos. No período pós-guerra, a Guerra da Coreia (1950-1953) pode ser vista como um ponto de inflexão para a economia japonesa, à medida que o país passou da depressão para a recuperação econômica. O Japão, ocupado pelos militares dos EUA, foi um local de passagem para as forças das Nações Unidas lideradas pelos Estados Unidos desdobradas na península coreana. O país encontrou-se em boa posição para obter lucros, uma vez que bens e serviços japoneses foram adquiridos pelas tropas da ONU. Isso junto com a reforma econômica, deu um impulso inicial para a economia que passaria a experimentar um rápido crescimento no próximo meio século. Na década de 1950 e no início da década de 1960, as taxas médias de crescimento anual eram de cerca de 10% e mais tarde subiram para 13%. Nos primeiros anos do pós-guerra, o Japão iniciou a reforma econômica, as corporações Zaibatsu foram desmanteladas e a reforma agrária trouxe maquinários e práticas modernas em terras recentemente distribuídas, o que significa que os pequenos produtores agrícolas podem obter lucro ao contrário dos anos anteriores à guerra, onde grandes latifundiários eram proprietários de terras agrícolas. Na década de 1960, o Japão desenvolveu uma economia voltada para o consumidor, com a indústria voltada para a produção de produtos tecnológicos de alta qualidade voltados para exportação e também para o mercado interno. As exportações japonesas aumentaram rapidamente e nos anos subsequentes tornou-se líder mundial na fabricação de automóveis, construção naval, dispositivos ópticos de precisão e alta tecnologia. Começando em 1965, o Japão começou a ter um superávit comercial e na próxima década viu o Japão tendo o terceiro maior produto interno bruto do mundo. Na década de 1970, o crescimento diminuiu significativamente, em parte devido às crises do petróleo de 1973 e 1979, já que o país era fortemente dependente das importações de petróleo e alimentos. Na década de 1980, o Japão diversificou suas fontes de matéria-prima, devido aos infortúnios econômicos da década anterior, e mudou a ênfase de sua produção para telecomunicações e tecnologias de computador. Embora a expansão econômica japonesa terminou no início da década de 1990, hoje o Japão é líder em tecnologia altamente sofisticada, juntamente com seus produtos tradicionais da indústria pesada. A capital, Tóquio é um dos centros financeiros mais importantes do mundo e sede da Bolsa de Valores de Tóquio, uma das maiores do mundo.[5]
- Coreia do Sul: Na década de 1950, a Coreia do Sul era um dos países mais pobres do mundo, fortemente dependente da ajuda estrangeira fornecida principalmente pelos Estados Unidos. No início da década de 1960, a liderança autocrática do país iniciou reformas de desenvolvimento econômico que pavimentaram o caminho para uma rápida expansão econômica. Fortes políticas protecionistas permitiam apenas importações de matérias-primas, o que deu início à produção nacional de bens de consumo. Em 1990, o crescimento médio anual era de cerca de 9%. As empresas familiares que se transformaram em grandes conglomerados (ou seja, Samsung, Hyundai) tiveram ajuda financeira do governo, por exemplo, na forma de incentivos fiscais, liderando o crescimento econômico. A Coreia do Sul tornou-se um país altamente industrializado, com mão de obra qualificada e, junto com Taiwan, Singapura e Hong Kong, se tornaram sendo um dos Quatro Tigres Asiáticos. No entanto, na década de 1990, o crescimento econômico desacelerou significativamente, o que resultou em enorme ajuda financeira do Fundo Monetário Internacional de US$ 57 bilhões, que foi uma das maiores intervenções do FMI. No início do século XXI, a Coreia do Sul desfrutava de uma economia estável e o país iniciou uma lenta liberalização.[5]

## Crises
Além de muitos atores secundários no desencadeamento de uma crise (como uma bolha de preços imobiliários, erros macroeconômicos ou uma queda na taxa de crescimento de especialistas), o centro da crise estava no próprio modelo do Leste Asiático, superinvestimento, má alocação de influxos de capital estrangeiro (grandes corporações obtendo dinheiro umas das outras, sendo o investimento suficiente ou não) e outros problemas no setor financeiro. Outro lado do mercado controlado pelo governo era a corrupção massiva, que se devia ao relacionamento próximo entre o governo e as empresas. Esse chamado “capitalismo clientelista” (que significa influência do governo e dos empresários) levou a uma crise de confiança nas economias, primeiro na Tailândia e depois em outros países asiáticos que entraram em crise financeira em 1997. Por causa da crise, o PIB e as exportações entraram em colapso, a taxa de desemprego subiu, além da inflação e como resultado de tudo isso, os governos acumularam enorme dívida externa.

## Outros problemas causados pelo modelo em alguns países
- Coreia do Sul: Devido a intervenções governamentais, como créditos direcionados, regulamentações, subsídios explícitos e implícitos, o mercado teve falta de disciplina, o que contribuiu para o problema do investimento improdutivo ou excessivo que contribuiu para causar a crise.
- Indonésia: As restrições comerciais, monopólios e as regulamentações de importação impediram a eficiência econômica, a competitividade e reduziram a qualidade e a produtividade do investimento.
- Tailândia: a conectividade política com o mercado levou a dar prioridade aos assuntos políticos em detrimento das decisões econômicas. Por exemplo, atrasar a implementação das medidas de política necessárias devido às eleições gerais de novembro de 1996. Neste e em outros casos, o interesse especial tem freqüentemente influência sobre a alocação de recursos orçamentários e outras ações de política pública.

Em geral, em vários países, houve divulgação inadequada de informações e deficiências de dados de empréstimos diretos. Em geral, também tem havido muitas vezes falta de transparência na implementação de políticas, por exemplo, decisões com relação a projetos de infraestrutura pública e isenções de impostos ad hoc.